# Aristida gyrans
Aristida gyrans är en gräsart som beskrevs av Alvin Wentworth Chapman. Aristida gyrans ingår i släktet Aristida och familjen gräs. Inga underarter finns listade i Catalogue of Life.